# Graffiti Bridge
A Graffiti Bridge az amerikai előadó, Prince tizenkettedik stúdióalbuma és az 1990-es Az irkafirka híd filmzenéje. 1990. augusztus 21-én jelent meg. Az album sokkal sikeresebb volt, mint a film, hatodik helyet ért el az Egyesült Államokban és a Lovesexy, Batman páros után a harmadik első helyezett albuma a UK Albums Charton. Majdnem minden dalt a zenész írt az albumon, de szerepelt rajta Tevin Campbell, Mavis Staples és a The Time is. Az albumról több kislemez is megjelent, a legsikeresebb a "Thieves in the Temple" és a "New Power Generation", amely Prince újonnan alapított együttesét, a The New Power Generation-t ünnepli. A "Can't Stop This Feeling I Got" csak a Fülöp-szigeteken jelent meg, az együttes először a Diamonds and Pearls albumon szerepelt, mint előadó.

## Az album
Az album és a film koncepciójának kitalálása 1987 közepén kezdődött. A "Graffiti Bridge"-et ebben az időszakban vette fel Prince Sheila E.-vel és Boni Boyerrel. Az album nagy részei korábbi alkalmakkor voltak komponálva és újradolgozva a kiadásra.
A "Tick, Tick, Bang" eredetileg 1981-ben lett felvéve a Controversy munkálatai közben és egy punk-rock dal lett volna. A "Can't Stop This Feeling I Got" 1982-ben készült és a Dream Factory munkálatai közben lett újradolgozva 1986-ban. A "We Can Funk" először 1982-ban lett felvéve és a "We Can Fuck" címet viselte. Prince a dalt 1986-ban vette fel újra a The Revolutionnel. Mindhárom dal nagy változásokon ment keresztül az 1989-es kiadásig.
A "The Question of U" 1985-ben lett felvéve a Parade munkálatai közben. A "Joy in Repetition" eredetileg a Crystal Ball része lett volna és az akkori felvételeket használták a Graffiti Bridge-en. A "Graffiti Bridge" (eredetileg: 1987) és az "Elephants & Flowers" (eredetileg: 1988, Rave Unto the Joy Fantastic [nem jelent meg]) is újra lett dolgozva az új albumra. A "Melody Cool" és a "Still Would Stand All Time" eredetileg a Rave Unto the Joy Fantastic albumra volt szánva. A "Still Would Stand All Time" meg volt fontolva a Batman albumra, de a "Scandalous" szerepelt végül az albumon.
Az egyetlen dalok, amiket erre az albumra szántak eredetileg a "Round and Round" és a "New Power Generation" voltak, amelyeket 1989 végén vettek föl. A "Thieves in the Temple" volt az utoljára felvett dal, 1990 elején.

## Számlista
|     | Cím                           | Előadó                              | Hossz |
| --- | ----------------------------- | ----------------------------------- | ----- |
| 1.  | Can't Stop This Feeling I Got | Prince                              | 4:24  |
| 2.  | New Power Generation, Part 1  | Prince and The New Power Generation | 3:39  |
| 3.  | Release It                    | The Time                            | 3:54  |
| 4.  | The Question of U             | Prince                              | 3:59  |
| 5.  | Elephants & Flowers           | Prince                              | 3:54  |
| 6.  | Round and Round               | Tevin Campbell                      | 3:55  |
| 7.  | We Can Funk                   | Prince, George Clintonnal           | 5:28  |
| 8.  | Joy in Repetition             | Prince                              | 4:53  |
| 9.  | Love Machine                  | The Time és Elisa Fiorillo          | 3:34  |
| 10. | Tick, Tick, Bang              | Prince                              | 3:31  |
| 11. | Shake!                        | The Time                            | 4:01  |
| 12. | Thieves in the Temple         | Prince                              | 3:19  |
| 13. | The Latest Fashion            | The Time és Prince                  | 4:02  |
| 14. | Melody Cool                   | Mavis Staples                       | 3:39  |
| 15. | Still Would Stand All Time    | Prince                              | 5:23  |
| 16. | Graffiti Bridge               | Prince                              | 3:51  |
| 17. | New Power Generation, Part 2  | Prince and The New Power Generation | 2:57  |

### Felhasznált dalok
- "Thieves in the Temple": "I Can't Stand It" harmonika, eredetileg: Chambers Brothers
- "Release It": "Squib Cakes" dobok, eredetileg: Tower of Power

## Közreműködők
- Prince – ének, különböző hangszerek
- Morris Day – dobok (2, 17), ének (3, 9, 11, 13)
- Joseph "Amp" Fiddler – billentyűk, háttérének (7)
- Boni Boyer – orgona, háttérének (16)
- Levi Seacer, Jr. – basszusgitár, háttérének (16)
- Sheila E. – dobok, háttérének (16)
- Candy Dulfer – szaxofon (3, 9, 13)
- Eric Leeds – szaxofon (7)
- Atlanta Bliss – trombita (7)
- Tevin Campbell – ének (6), háttérének (16, 17)
- George Clinton – ének (7)
- Elisa Fiorillo – ének (9) (Elisa néven)
- Mavis Staples – ének (14), háttérének (16, 17)
- Rosie Gaines – háttérének (2)
- Michael "Clip" Payne – dobok, háttérének (7)
- T.C. Ellis – rap (17)
- Paul Hill – háttérének
- Steven Parke – albumborító

## Kislemezek
| Kislemez                | Számlista | Slágerlista | Slágerlista | Slágerlista |
| Kislemez                | Számlista | US          | US R&B      | UK          |
| ----------------------- | --- | ----------- | ----------- | ----------- |
| "Thieves in the Temple" | "Thieves in the Temple" (extended) "Thieves in the House" "Temple House dub"                                                                                  | 6           | 1           | 7           |
| "New Power Generation"  | "New Power Generation" (funky weapon remix) "T.C.'s Rap" "Brother with a Purpose" "Get Off" "The Lubricated Lady" "Loveleft/Loveright"                        | 64          | 27          | 26          |
| "Round and Round"       | "Round and Round" (Solu Mix Edit) "Round and Round" (The House Mix) "Goodbye" (Tevin's Dub – Part 1 & 2) "Goodbye" (Soiddub & Listen)                         | 12          | 3           | –           |
| "Melody Cool"           | "Melody Cool" (Extended LP Mix) "Melody Cool" (Extended Remix) "Melody Cool" (Deep House Vocal) "Melody Cool" (Mellow Dub Mix) "Time Waits for No-one" (Edit) | –           | 36          | –           |
| "Shake!"                | "Shake!" (Extended Mix) "Shake!" (Battle Mix) "Shake!" (Funky House Mix) "The Latest Fashion" (Remix) "Shake!" (Boom Mix) "Shake!"                            | –           | –           | –           |

## Slágerlisták
| Slágerlista (1990)      | Legmagasabb pozíció |
| ----------------------- | ------------------- |
| Ausztrál Albumok        | 10                  |
| Osztrák Albumok         | 8                   |
| Kanadai Albumok         | 22                  |
| Holland Albumok         | 4                   |
| Német Albumok           | 4                   |
| Új-zélandi Albumok      | 3                   |
| Norvég albumok          | 2                   |
| Spanyol Albumok         | 8                   |
| Svéd Albumok            | 7                   |
| Svájci Albumok          | 2                   |
| UK Albums Chart         | 1                   |
| US Billboard 200        | 6                   |
| US Billboard R&B Albums | 6                   |

## Minősítések
| Régió                      | Minősítés | Példányszám | For.   |
| -------------------------- | --------- | ----------- | ------ |
| Kanada (Music Canada)      | Arany     | 50,000      | [ 13 ] |
| Spanyolország (PROMUSICAE) | Arany     | 50,000      | [ 14 ] |
| Svájc (IFPI Switzerland)   | Arany     | 25,000      | [ 15 ] |
| Egyesült Királyság (BPI)   | Arany     | 100,000     |        |
| Egyesült Államok (RIAA)    | Arany     | 500,000     | [ 16 ] |

## Az irkafirka híd film
Az irkafirka híd egy rock-musical, amely 1990-ben jelent meg és rendezője Prince volt. Az énekes negyedik, egyben utolsó nagy filmszerepe. Folytatása az 1984-es Bíboreső filmnek. A film zenéjét a Graffiti Bridge album adta.